# Neomaso pollicatus
Neomaso pollicatus is een spinnensoort in de taxonomische indeling van de hangmatspinnen (Linyphiidae).
Het dier behoort tot het geslacht Neomaso. De wetenschappelijke naam van de soort werd voor het eerst geldig gepubliceerd in 1901 door Albert Tullgren.